# Mîhailivka, Krasnopillea
Mîhailivka (în ucraineană Михайлівка) este un sat în așezarea urbană Krasnopillea din regiunea Sumî, Ucraina.

## Demografie
Componența lingvistică a localității Mîhailivka
     Ucraineană (93,71%)
     Rusă (6,29%)
Conform recensământului din 2001, majoritatea populației localității Mîhailivka era vorbitoare de ucraineană (93,71%), existând în minoritate și vorbitori de rusă (6,29%).